# Crowd surfing
Crowd surfing er når en person i vandret stilling bliver båret rundt af publikum under en koncert. I de fleste tilfælde er det tilskuere, der crowd surfer, men det hænder også at de optrædende gør det. Hvis udgangspunktet er spring fra scenen kaldes fænomenet stagediving.

## Bands kendte for crowd surfing
- Papa Roach (Forsangeren Jacoby Shaddix er kendt for at gøre det ved de fleste koncerter)
- Rammstein (Et medlem fra bandet crowd surfer i en gummibåd under sangen Seemann)